# Addiktológia (folyóirat)
Az Addiktológia (Addictologia Hungarica) A Magyar Addiktológia Társaság hivatalos, negyed évente megjelenő folyóirata. A társaság az 1993-ban alapított és 2003-ban megszűnt Szenvedélybetegségek (Addictologia Hungarica) című szakmai lap után fellépő űrt kívánta betölteni ezzel az új kiadvánnyal.

## Célkitűzése
Az Addiktológia beköszöntőjében megfogalmazott céljai között megfogalmazza, hogy a szenvedélybetegségekkel, addiktológiával foglalkozó szakértőknek, és egyéb szakembereknek (pl. orvosoknak, pszichológusoknak, szociológusoknak, szociális munkásoknak, addiktológiai konzultánsoknak, népegészségügyi szakembereknek, epidemiológusoknak, pedagógusoknak, lelkészeknek, újságíróknak) kíván publikációs teret nyújtani.
A lap spektrumába tartoznak az epidemiológia, a prevenció témakörei, a közösségi, az iskolai, a családi és a klinikai intervenciók széles skálája, a drog-, alkohol- és dohánypolitika kérdései, az addikciók szociológiai, antropológiai, közgazdaságtudományi és pszichológiai értelmezése, bemutatása. A lap nem tekinthet el a természettudományi, elsősorban a klinikai alapkutatásoktól (főként összefoglalók, magas szintű ismeretterjesztő írások formájában) és a klinikai alkalmazott kutatásoktól sem. Az addikció kifejezés felöleli mind a kémiai és a viselkedési addikciókat, mind pedig a társadalmi-kulturális „addiktív” mintázatokat és folyamatokat.

## Arculata
Az újságban rendszerint a Bevezető után az Eredeti közlemények című rovat következik. Ezt követi a Szemle, a Beszámolók/Recenziók és Konferencia- és könyvreferátumok rovatai.

## Szerkesztőbizottsága
Dr. Rácz József
felelős szerkesztő – prevenció rovat
Dr. Kelemen Gábor
társszerkesztő – alkohol-és drogpolitika, szociális munka és rehabilitáció rovat
Dr. Bodrogi Andrea
kliniko-farmakológiai rovat
Dr. Demetrovics Zsolt
addiktológiai pszichológia rovat
Dr. Gyarmathy V. Anna
közegészségügyi rovat
Dr. Paksi Borbála
epidemiológiai rovat
Kaló Zsuzsa
szerkesztőségi titkár